# Prähauserbauerwiese
Prähauserbauerwiese este o arie protejată (arie specială de conservare — SAC, sit de importanță comunitară — SCI) din Austria întinsă pe o suprafață de 0,76 ha, integral pe uscat.

## Localizare
Centrul sitului Prähauserbauerwiese este situat la coordonatele 47°44′58″N 12°59′32″E / 47.7495°N 12.9922°E.

## Înființare
Situl Prähauserbauerwiese a fost declarat sit de importanță comunitară în decembrie 2018 pentru a proteja 1 specie de plante. Situl a fost protejat și ca arie specială de conservare în iunie 2021.

## Biodiversitate
Situată în ecoregiunea alpină, aria protejată conține 1 habitat natural: Pajiști cu Molinia pe soluri calcaroase, turboase sau argilos-nămoloase (Molinion caeruleae).
La baza desemnării sitului se află o specie protejată de  plante: Gladiolus palustris.